# Coll d'en Guilla
El Coll d'en Guilla és un coll de 1.470,4 metres d'altitud, del límit dels termes comunals de Fontpedrosa i de Planès, tots dos de la comarca del Conflent, a la Catalunya del Nord. És a l'extrem nord-occidental del terme de Fontpedrosa i al nord-est del de Planès, en el territori de la Bola, al nord del de Brullà.